# Bill Granger
William (Bill) Granger (Melbourne, 29 augustus 1969 – Londen, 25 december 2023) was een Australische kok, ondernemer en schrijver. In 2023 werd hem de Medaille van de Orde van Australië (OAM) toegekend.

## Biografie
Granger studeerde kunst in Sydney, maar opende in 1993 zijn eerste restaurant in Darlinghurst. Als kok was hij autodidact. Zijn restaurant Bills staat bekend om de kwaliteit van het ontbijt. Hierdoor groeide de populariteit van zijn onderneming. In 1996 opende hij zijn tweede restaurant Bills Surry Hills, en later volgde Bills Wollahra. Hij werd bekend door eenvoudige gerechten als avocadotoast en ricottapannenkoeken.
Hij schreef verschillende kookboeken en in 2004 was hij voor het eerst te zien op de Australische televisie met zijn programma Bill's Food. Later werd dit programma ook uitgezonden in het Verenigd Koninkrijk door de BBC en in 22 andere landen. In Nederland is zijn programma te zien op de kookzender 24Kitchen.

## Persoonlijk
Granger was de zoon van een vegetarische moeder en een vader die de kost verdiende als slager. Hij was tot zijn dood getrouwd met Natalie Elliott. Samen hebben zij drie kinderen.
Na een kort ziekbed overleed Granger op 25 december 2023 op 54-jarige leeftijd in een Londens ziekenhuis.